# آرت کراس
آرت کراس (انگلیسی: Art Cross؛ زادهٔ ۲۴ ژانویهٔ ۱۹۱۸ در جرزی سیتی، نیوجرسی، درگذشتهٔ ۱۵ آوریل ۲۰۰۵ در لا پورته، ایندیانا) رانندهٔ مسابقات اتومبیل‌رانی فرمول یک اهل ایالات متحده آمریکا بود که از فصل ۱۹۵۲ تا ۱۹۵۵ در مجموع در چهار گراند پری شرکت کرد.
او در طول دوران فعالیت خود در فرمول یک، ۱ بار بر روی سکو رفت و ۸ امتیاز را نیز به نام خود به‌ثبت رساند.
کراس در ۱۵ آوریل ۲۰۰۵ در لا پورته، ایندیانا درگذشت.